# Francisco Xosé Fernández Naval
Francisco Xosé Fernández Naval (Orense, 1956) es un narrador y poeta español en lengua gallega.

## Trayectoria
Licenciado en Filosofía y Ciencias de la Educación. Funcionario de la administración pública hasta su jubilación en 2019.
Desde 1980, con la publicación de su primer poemario, A fonte abagañada (Fuente estéril), ha desarrollado una carrera literaria en la que ha trabajado tanto la ficción (poesía, novela, relato y narrativa infantojuvenil) como otras modalidades (ensayo, guías de viaje y artículos en revistas de España y América).
En su producción narrativa destacan, entre otros temas, su acercamiento a la Guerra Civil Española (O bosque das antas, A noite branca), el despoblamiento del mundo rural (Sombras en el laberinto) y, en general, el tratamiento de la memoria como elemento esencial de identidad individual y colectiva. Su obra poética ofrece como temas recurrentes el compromiso social, el paso del tiempo, la memoria y el tratamiento del paisaje, mientras que en su obra ensayística destaca su análisis sobre la figura de Julio Cortázar y su relación con Galicia, y el interés por la cultura marítima.
También ha escrito guiones para series de la Televisión de Galicia, para productoras del sector audiovisual e instituciones culturales. Ha colaborado en diversos medios de comunicación tanto escritos como radiofónicos.
Participó en la creación de las compañías de teatro Rúa Viva y Caritel, y su monólogo No se te haga tarde ha sido representado por la actriz María Inés Cuadrado en salas de España y América. Implicado desde joven en los movimientos asociativos culturales, asiste con regularidad a encuentros, congresos y a festivales poéticos en Europa y América.
Su obra ha sido traducida a varias lenguas, entre ellas: portugués, castellano, euskera, catalán, francés, italiano, inglés, ruso y árabe.
Desde octubre de 2022 forma parte de la Comisión de pensamiento del Consello da Cultura Galega.

## Obra en gallego

### Narrativa
- O bosque das antas, 1988, Edicións Xerais (novela). Traducida al portugués con el mismo título por José Braga-Amaral, y al castellano como El bosque de las antas, publicadas por Bubok Editorial.
- Tempo de crepúsculo, 1993, Xerais (novela).
- Sombras no labirinto, 1997, Sotelo Blanco Edicións (novela). Traducida al castellano como Sombras en el laberinto en 2012, publicado en Trifolium.
- Sete noites e un amancer, 2003, Biblos Clube de Lectores (relatos).
- Unha cita co aire, 2005, Editorial Galaxia (novela).
- Para seguir bailando, 2009, Xerais (relatos).
- A noite branca, 2012, Xerais (novela). Traducida al ruso en 2014, publicada por Nestor Book.
- Alma e o mar, 2017, Galaxia (novela).

### Literatura juvenil
- Historias roubadas, 1998, Everest Galicia.
- Lendas de onte, soños de mañá, 2001, Everest Galicia.
- No corazón da fraga, 2001, Everest Galicia. Traducido al castellano como El espíritu del bosque, 2003, Everest.
- Suso Espada. O misterio do Grial, 2003, Everest Galicia. Traducido al castellano como Suso Espada. El misterio del Grial, 2009, Everest.
- Suso Espada. Istambul e o cabaliño de ouro, 2008, Everest Galicia. Traducido al castellano: Suso Espada: Estambul y el caballo de oro, 2008, Everest; al euskera: Suso Espada: Istambul eta urrezko zalditxoa, 2009, Aizkorri; y catalán: Suso Espada: Istanbul y el cavallet d'or, 2009, Cadí.
- Suso Espada. "Nota Roja", 2010, Everest Galicia.
- Do A ao Z con Uxío Novoneyra, 2010, Everest Galicia.
- Os contos da avoa Pepa, 2018, Kalandraka Editora. Con ilustraciones de Manolo Figueiras. Incluido en la lista de honor de CLIJ 2019, Los 100 mejores libros del año.

### Poesía
- A fonte abagañada, 1980. Limbo.
- Pabellón habitado, 1987, Sociedad de Cultura Valle-Inclán.
- Ara Solis, 1996, Raíña Lupa. Edición bilingüe gallego-francés.
- Días de cera, 1999, Espiral Maior.
- Mar de Lira, 2005, A Nosa Terra. En 2015 se ha editado el disco Música de Mar de Lira, con temas compuestos por José Luis Fernández Carnicero a partir de poemas del libro, interpretados por Victoria Álvarez Acón (soprano) y Xosé Manuel Yáñez (piano).
- Miño, 2008, Espiral Maior.
- Bater de sombras, 2010, Espiral Maior. Publicado en castellano: Golpear de sombras, 2011, Huerga y Fierro, traducido por Teresa Seara; y como plaquette por la editorial Homo Scriptum, de Nueva York, en 2012.
- Suite Dublín, 2011, Micielo ediciones. Ciudad de México (edición bilingüe gallego-castellano), publicado en gallego en 2012 en Follas Novas Edicións, como Suite Dublín e outros poemas.
- Memoria de abril, 2014, Artepoética (antología poética en edición bilingüe gallego-castellano), Nueva York. Texto introductorio, selección y traducción de Teresa Seara.
- Nueva York: cielo y manzana. New York: Sky and apple. Nova York: ceo e mazá, 2017, Artepoética Press, Nueva York. Edición trilingüe en castellano, inglés y gallego.

### Ensayo

#### Ensayo literario
- O mundo da pesca na literatura galega, 1999, Concejo de Oleiros.
- Respirar polo idioma: (os galegos e Julio Cortázar), 2006, Linteo. Publicado en castellano: Respirar por el idioma: (los gallegos y Julio Cortázar), 2007, Corregidor, Buenos Aires.
- O soño galego de Julio Cortázar, 2014, Linteo.

#### Guías y literatura de viajes
- A Coruña monumental e turística, 2002, Everest. Edición en castellano, gallego y inglés.
- Guía do Pereiro de Aguiar e a Ribeira Sacra de Ourense, 2008, Everest.
- Guía da cidade de Ourense, 2010, Everest. Ediciones en gallego y castellano.

#### Ensayo sobre naturaleza
- As crebas. Outro xeito de andar ao mar, 2014, Baía Edicións. Con Maribel Longueira.
- Ser cetáceo. O fascinante inverno do animal de fondo, 2023, Editorial Bululú.

#### Ensayo sobre memoria histórica
- Manuel Rodríguez Louro: Do Monte Pindo a Mauthausen, 2020, Asociación para a Recuperación da Memoria Histórica/Diputación de La Coruña.
- Julio Martínez Arias: Da Porta de Aires da Coruña ao aire de Mauthausen, 2024, Asociación para a Recuperación da Memoria Histórica/Diputación de La Coruña.

### Guiones
- Un mundo de historias, 2002, Pórtico Produccións, capítulo para serie de televisión dirigida por Antón Dobao.
- Pataghorobí, 2005, Ficción Produccións. Adaptación del relato con el mismo título de Xosé Cid Cabido, dirigida por Ricardo Llovo.
- Domingos de Andrade, excelencia do Barroco, 2012, para el Museo do Pobo Galego.
- A memoria da represión, 2021, ABA FILMS, para el Museo do Pobo Galego.

### Traducciones
- O diaño tamén sorri, de José Braga Amaral, 2009, Toxosoutos.
- A ruptura, de Elena Poniatowska, incluido en el volumen A filla do filósofo, 2009, Galaxia.
- Infinito presente, de Ludwig Zeller, 2010, Espiral Maior.
- A autoestrada do Sur, de Julio Cortázar, 2014, Trifolium.
- Buen camino, Bom Caminho, Bo Camiño, de Astrid Lander, 2014, Editorial Areté.

### Obras colectivas
- Escolma de poesía galega (1976-1984), 1984, Sotelo Blanco.
- Caderno de viaxe, 1989, Xerais.
- Polos camiños da literatura. Escritores galegos do PEN, 1993.
- Berra liberdade, 1996, Galaxia.
- Guía patrimonial da provincia da Coruña, 1996, Caixanova.
- Unha liña no ceo (58 narradores galegos 1979-1996), 1996, Xerais.
- Narradores de cine, 1996, Xerais.
- Guía patrimonial da provincia de Ourense, 1997, Caixanova.
- Alguén agarda que volva alí, 1998.
- Intervención poética, 1999, Galería Sargadelos.
- A poesía é o gran milagre do mundo, 2001, PEN Club de Galicia.
- Rutas con sabor: Galicia, 2002, El País-Aguilar.
- Alma de beiramar, 2003, Asociación de Escritores en Lingua Galega.
- A gamela de Cabo de Cruz, Castro, Boiro, 2003.
- Homenaxe a Antón Avilés de Taramancos, 2003, La Voz de Galicia.
- Intifada. Ofrenda dos poetas galegos a Palestina. II, 2003, Fundación Araguaney.
- Narradio. 56 historias no ar, 2003, Xerais.
- Negra sombra. Intervención poética contra a marea negra, 2003, Espiral Maior.
- Un libro a maior aventura. Campaña de fomento de lectura entre os maiores, 2003, Junta de Galicia.
- As pegadas do Camiño, 2004, Cultura Solidaria Galega.
- As aforas do soño, 2005, Casa da Gramática, Porta Azul.
- Escrita contemporánea. Homenaxe a Ánxel Casal, 2005, AELG.
- Do máis fondo do silencio saen voces, 2006, Asociación Cultural Panda de Relacións Laborais, La Coruña.
- Volverlles a palabra. Homenaxe aos represaliados do franquismo, 2006, Difusora.
- Bonifacio Borreiros na memoria de Galicia, 2007.
- Tropel de marmolubios, 2007, Galix, Junta de Galicia.
- A Coruña á luz das letras, 2008, Trifolium.
- O petroglifo do Filladuiro, 2008, Toxosoutos.
- Poetas con Rosalía, 2008, Fundación Rosalía de Castro.
- Marcos Valcárcel. O valor da xenerosidade, 2009, Difusora.
- O 'Volter', fragmentos para a memoria, 2009, Junta de Galicia. Recompilación documental y gráfica de J. Alberto Almeida Rebollo.
- En defensa do Poleiro. A voz dos escritores galegos en Celanova, 2010, Toxosoutos.
- Níxer, 2010, Xerais.
- Dezaoito, 2011, Círculo Poético Aberto.
- Homenaxe a Fernando Pérez-Barreiro Nolla, 2011, Cadernos Ramón Piñeiro.
- Tamén navegar, 2011, Toxosoutos.
- A cidade na poesía galega do século XXI, 2012, Toxosoutos.
- Versos no Olimpo. O Monte Pindo na poesía galega, 2013, Toxosoutos.
- Versus cianuro. Poemas contra a mina de ouro de Corcoesto, 2013, A. C. Caldeirón.
- Multilingual Anthology. The Americas Poetry Festival of New York, 2014, Artepoética press, Nueva York.
- Nimbos: cáliz fervendo!, 2014, Cadernos Ramón Piñeiro (XXIX).
- A esperanza é lentura. Unha lectura de Paisaxes do baleiro, en Fraxilidade consistente. Palabras para Eva Veiga, 2020, Medulia Editorial.
- Poetas na Cociña, 2020, Medulia Editorial y La Cocina Económica de La Coruña.
- Luísa Villalta: onde nace e se deita o sol de dentro, 2021, en Cidade de mulleres. Veciñas ilustres da Coruña, Volume 1. Colección Noroeste 2, Asociación de la Prensa de La Coruña/Fundación Wenceslao Fernández Flórez.
- Dialéctica, 2021, en el libro Crebas, de Francesc Torres, Centro Gallego de Arte Contemporáneo.
- Fisterras Atlánticas, Finisterres Atlánticos, Atlantic Finisterres, 2021, Medulia Editorial. Selección de Antonio Raúl de Toro Santos y José Miguel Alonso Giráldez.
- El Camino dels Estels, El Camino de las Estrellas, O Camiño das Estrelas, 2021, Lastura Ediciones. Incluye 4 poemas inéditos escritos con Eva Veiga.
- Antoloxía do confinamento. Poetas galegos e portugueses, 2021, Ayuntamiento de Pontevedra.
- Ara do mar. Poesía a Fisterra, 2021, Editorial Eneida. Selección de Alexandre Nerium.
- Antologia di Poesia Contemporánea Internazionali: Universalia, 2021, Edizioni Universum. Trento, Italia.
- Poetas na cociña II. Alimento para o corpo e para a alma, 2021, Medulia Editorial.
- Fisterra. Relato Curto en Galicia, 2021, Editorial Linteo. Relato A fonte do Rei.
- Irmandade poética e artística Galaico-Lusa. Poetas do Reencontro II. Colleita de poesía Galaico-Lusa 2019-2021, 2021, Punto Rojo Libros.
- Poetas na cociña III, 2022, Medulia Editorial y Cocina Económica de La Coruña.

### Obras con Maribel Longueira
- Guía Patrimonial da Provincia da Coruña, 1996, Caixanova.
- Alguén agarda que volva alí, 1998, Editorial Venus.
- Unha viaxe á procura do solpor. Do Tambre á fin da terra, 2000, A Nosa Terra.
- Muros ronsel de pedra, espiral de mar, 2003, Diputación Provincial de La Coruña.
- Entremiradas I. Galicia - Bos Aires, 2009.
- Entremiradas II. Galicia - Cuba, 2009.
- Carnota: Mar, Territorio e Memoria, 2018, ACEP de Carnota. Traducida al castellano como Carnota: Mar, Territorio y Memoria, y al inglés, Carnota: Sea, Land and Memory.

## Obra en castellano

### Literatura infantojuvenil
- Suleimán y Salúa, 2013, Trifolium. Con Ali Ali. Edición en castellano y en árabe.
- El Bosque de las Antas (Traducción de la original en gallego), Bubok Publishing.

### Obras colectivas
- Los gallegos y Julio Cortázar, un juego de miradas, 2008, Revista Casa de las Américas, 250.
- XIII Encuentro Internacional de Poetas, 2008, Editorial Cat. Zamora, Michoacán.
- XIV Encuentro Internacional de Poetas, 2010, Editorial Cat. Zamora.
- Guía viva de ortodoxos y heterodoxos en la poesía contemporánea gallega. Apuntes para no disolverse en la común semilla del tiempo, 2012, Endymion.
- Los mejores poemas de amor, 2013, Pigmalión.

## Obra en Portugués
- O bosque das Antas (Traducción de la original en gallego), Bubok Portugal.

## Premios
- Premio Cidade de Ourense en 1980, por A fonte abagañada.
- Premio Xerais de 1988, por O bosque das antas.
- Premio de poesía Cidade de Ourense en 2007, por Miño.
- Premio de poesía Fiz Vergara Vilariño en 2010, por Bater de sombras.
- Premio Irmandade do Libro al mejor libro en gallego de 2012, por A noite branca.
- Premio Ánxel Casal de la Asociación Galega de Editores al mejor libro de no ficción de 2014, por O soño galego de Julio Cortázar.
- Premio a la mejor obra infantil de 2018 en la IV Gala do Libro Galego, por Os contos da avoa Pepa.
- Premio Proxecto Máscaras de Boas Prácticas Cidadás 2020, por su activismo cultural y social.
- Dixeches, escogido por votación popular como 2º mejor poema gallego publicado en 2020, en la convocatoria de aRi[t]mar, promovida por la Escuela de Idiomas de Santiago de Compostela, en colaboración con instituciones de Galicia y Portugal.
- Diploma de Poetae Insignis de la Comissioni di Lettura Internazionale, Trento, Italia.
- Premio Follas Novas do Libro Galego de ensayo e investigación del año 2023 por Ser Cetáceo. O fascinante inverno do animal de fondo.

## Obras de teatro representadas
- Non se che faga tarde. Monólogo representado por la actriz María Inés Cuadrado y dirigido por la directora de cine uruguaya Manane Rodríguez.